# Assag
L’assag est un rite de l’amour courtois prôné par les troubadours comme suprême épreuve de fin’amor (« vrai amour ») et que la dame imposait à son amant : les deux amoureux couchaient nue à nu en préliminaires mais sans pénétration.

	Le mot provient de l’occitan assag ou ensag, qui signifie « essai ».

## Les antécédents
Déjà, chez les Arabes, le refus d’assouvir le désir semblait le moyen le plus délicat pour l’éterniser. Ibn Daoud disait ainsi : « Oh non, n’accomplis pas ta promesse de m’aimer, de peur que vienne l’oubli !… » 

## Le rite courtois
Avec les troubadours, il devient une loi fondamentale du joy d’amor (« joie d’amour », le mot joy étant masculin en ancien occitan). Ainsi, Cercamon (1135-1145) dit : « Rien ne me fait plus envie Qu’un objet qui toujours m’échappe » ; et Matfre Ermengau (fin XIIIe, début XIVe) : « Le plaisir de cet amour se détruit quand le désir trouve son rassasiement ». Ce joy d’amor a presque toujours pour cause une femme, et pour objet l’amour lui-même ; il est à la fois plaisir d’être amoureux et vœu d’éterniser le désir, comme chez les Arabes, et est exalté par la retenue que la dame impose à son amant : « Nul ne peut être assuré de triompher de l’amour, s’il ne se soumet en tout à sa volonté » , dit par exemple Guillaume IX d'Aquitaine.

	L’allégeance du soupirant à sa dame la conduit à le soumettre à une épreuve : « Ma dame me met à l’essai et m’éprouve Pour savoir en quelle guise je l’aime », dit encore Guillaume IX d'Aquitaine. Cet essai, l’assag, devient au XIIIe siècle l’épreuve héroïque de la chasteté gardée « au lit », « nue à nu » (nudus cum nuda) : si l’amant cède au désir, c’est la preuve qu’il n’aimait pas de fin’amor.
	"L'assag était une épreuve au cours de laquelle l'amant devait montrer qu'il était capable d'aimer purement, que l'amour existait en lui, il pouvait contempler sa dame nue et il pouvait faire avec elle tout ce que la passion requiert : la tener (l'étreindre), la baiser (l'embrasser), la manejar (la caresser) ; tout sauf le fait (lo fag). La femme, dans l'assais, prenait sa revanche sur le mari impérieux et tyrannique, sur le désir brutal et trop rapide : l'homme "qu'elle couchait auprès d'elle" devait obéir à tous ses caprices et ne succomber à la tentation que pour autant qu'elle désirait y succomber elle-même. Car plus l'épreuve était méritoire pour l'amant, plus elle le devenait pour elle et périlleuse pour son honneur." (Jean Markale, L'amour courtois ou le couple infernal, Imago/Payot).
	Ainsi, l’assag est une technique du joy que donne la fin’amor, cet amour courtois exempt de toute procréation.

## Béguins et béguines
L’assag se retrouve chez les béguines et les béguins de saint François d’Assise dès le XIIIe siècle. Ainsi, dans le Livre des avis de l’Inquisition toulousaine (Liber de Sententiarum Inquisitionis Tholosonæ), on lit la déposition d’un certain Guillaume Roux, selon qui béguins ou béguines ne pouvaient être déclarés vertueux « à moins de pouvoir rester couchés nue à nu dans un lit, sans pourtant faire l’acte charnel » (nisi se possent ponere nudus cum nuda in uno lecto et tamen non perficerent actum carnalem).

## Autre lien
On retrouve le rite de l'Assag dans le livre La malédiction des Trencavel de Bernard Mahoux, où l'héroïne Adélaïs de Toulouse le fait subir au roi Alfonse d'Aragon, qui compte ainsi lui prouver son véritable amour.